# Кастриљон
Кастриљон (шп. Castrillón) град је у Шпанији у аутономној заједници Кнежевина Астурија. Према процени из 2017. у граду је живело 22 626 становника.

## Становништво
Према процени, у граду је 2017. живело 22 626 становника.
| 1970.  | 1980.  | 1990.  | 2000.  | 2010.  | 2017.  |
| ------ | ------ | ------ | ------ | ------ | ------ |
| 13.393 | 20.181 | 21.216 | 22.501 | 22.823 | 22.626 |

## Партнерски градови
- Есен